# Дедушкин, Владимир Петрович
Влади́мир Петро́вич Де́душкин (род. 4 февраля 1953) — советский и российский дипломат. Чрезвычайный и полномочный посол (2020).

## Биография
Окончил МГИМО МИД СССР (1976) и Дипломатическую академию МИД СССР (1989). На дипломатической работе с 1976 года. Владеет арабским, английским и французским языками.
- В 1976—1979 годах — сотрудник Генерального консульства СССР в Басре (Ирак).
- В 1979—1980 годах — сотрудник Посольства СССР в Ираке.
- В 1982—1986 годах — сотрудник Посольства СССР в Ливане.
- В 1989—1993 годах — сотрудник Посольства СССР, затем (с 1991) России в Йемене.
- В 1996—2000 годах — сотрудник Постоянного представительства России при ООН в Нью-Йорке.
- В 2007—2011 годах — сотрудник Посольства России в Португалии.
- В 2011—2013 годах — главный советник Департамента Ближнего Востока и Северной Африки МИД России.
- С 16 августа 2013 по 30 ноября 2021 года — чрезвычайный и полномочный посол России в Йемене[1][2].

### Семья
Женат, имеет дочь.

## Дипломатический ранг
- Чрезвычайный и полномочный посланник 2 класса (10 февраля 2014)[3].
- Чрезвычайный и полномочный посланник 1 класса (26 декабря 2017)[4].
- Чрезвычайный и полномочный посол (8 июня 2020)[5].

## Слухи об убийстве
14 января 2017 года СМИ сообщили об убийстве посла России в Йемене, но в посольстве России опровергли сообщения.

## Награды
- Орден Дружбы (21 ноября 2015) — за большой вклад в реализацию внешнеполитического курса Российской Федерации и многолетнюю добросовестную работу[7]
- Орден «Знак Почёта» (1985)
- Медаль «За трудовую доблесть» (1982)